# Röntgen (enhet)
Röntgen (R) (efter Wilhelm Röntgen) är en äldre enhet som har använts som mått på effekten av joniserande strålning. Enheten röntgen mäter jonisering i luft, exposition, det vill säga hur mycket elektrisk laddning som frigörs i luften när strålningen bromsas in. En röntgen är 2,58·10-4 C/kg. 
Enheten används inte längre. I stället talas om absorberad dos eller ekvivalent dos. Om vävnad i kroppen utsätts för strålning som ger expositionen 1 R blir den absorberade dosen ungefär 0,01 Gy.